# Marakei
Marakei  je naseljeni koraljni otok u sastavu Kiribata.

## Zemljopis
Nalazi se u grupaciji Gilbertovih otoka, 26 km sjeveroistočno od Abaianga.

## Stanovništvo
Prema popisu stanovništva iz 2005. godine, na otoku je živjela 2741 osoba (1375 muškaraca i 1366 žene) raspoređena u 8 naselja: Rawannawi (1075), Temotu (116), Buota (259), Tekarakan (362), Bwainuna (246), Norauea (311), Tekuanga (207) i Antai (165).
| broj stanovnika | 2693  | 2863  | 2724  | 2544  | 2741  |
|                 | 1985. | 1990. | 1995. | 2000. | 2005. |

## Vanjske poveznice
|  | Zajednički poslužitelj ima još gradiva o temi Marakei |